# Wasser-Ratte
Die Wasser-Ratte (Renzi, chinesisch 壬子, Pinyin rénzǐ) ist das 49. Jahr des chinesischen Kalenders (siehe Tabelle 天支 60-Jahre-Zyklus). Es ist ein Begriff aus dem Bereich der chinesischen Astrologie und bezeichnet diejenigen Mondjahre, die durch eine Verbindung des neunten Himmelsstammes (壬,  rén, Element Wasser und Yáng) mit dem ersten Erdzweig (子,  zǐ), symbolisiert durch die Ratte (鼠,  shǔ), charakterisiert sind.
Nach dem chinesischen Kalender tritt eine solche Verbindung alle 60 Jahre ein. Das letzte Wasser-Ratte-Jahr begann 1972 und dauerte wegen der Abweichung des chinesischen vom gregorianischen Kalenderjahr vom 15. Februar 1972 bis 2. Februar 1973.

## Wasser-Ratte-Jahr
Im chinesischen Kalenderzyklus ist das Jahr der Wasser-Ratte 壬子rénzǐ das 49. Jahr (am Beginn des Jahres: Metall-Schwein 辛亥 xīnhài 48).
| Liste der Wasser-Ratte-Jahre des 60-Jahres-Zyklus (Ende des Zyklus – bei Zählung vom 1. Regierungsjahr Huángdì) (Beginn des Zyklus – bei Zählung vom 61. Regierungsjahr Huángdì)            |              |              |              |              |              |              |              |              |              |              |
| Zykl. | 0            | 1            | 2            | 3            | 4            | 5            | 6            | 7            | 8            | 9            |
| 0 | 2649 v. Chr. | 2589 v. Chr. | 2529 v. Chr. | 2469 v. Chr. | 2409 v. Chr. | 2349 v. Chr. | 2289 v. Chr. | 2229 v. Chr. | 2169 v. Chr. | 2109 v. Chr. |
| 10 | 2049 v. Chr. | 1989 v. Chr. | 1929 v. Chr. | 1869 v. Chr. | 1809 v. Chr. | 1749 v. Chr. | 1689 v. Chr. | 1629 v. Chr. | 1569 v. Chr. | 1509 v. Chr. |
| 20 | 1449 v. Chr. | 1389 v. Chr. | 1329 v. Chr. | 1269 v. Chr. | 1209 v. Chr. | 1149 v. Chr. | 1089 v. Chr. | 1029 v. Chr. | 969 v. Chr.  | 909 v. Chr.  |
| 30 | 849 v. Chr.  | 789 v. Chr.  | 729 v. Chr.  | 669 v. Chr.  | 609 v. Chr.  | 549 v. Chr.  | 489 v. Chr.  | 429 v. Chr.  | 369 v. Chr.  | 309 v. Chr.  |
| 40 | 249 v. Chr.  | 189 v. Chr.  | 129 v. Chr.  | 69 v. Chr.   | 9 v. Chr.    | 52           | 112          | 172          | 232          | 292          |
| 50 | 352          | 412          | 472          | 532          | 592          | 652          | 712          | 772          | 832          | 892          |
| 60 | 952          | 1012         | 1072         | 1132         | 1192         | 1252         | 1312         | 1372         | 1432         | 1492         |
| 70 | 1552         | 1612         | 1672         | 1732         | 1792         | 1852         | 1912         | 1972         | 2032         | 2092         |
| 80 | 2152         | 2212         | 2272         | 2332         | 2392         | 2452         | 2512         | 2572         | 2632         | 2692         |
| Hinweis: Die laufende Nr. des Zyklus ergibt sich aus der Zeilen-Nr. addiert mit der Spalten-Nr. Beispiel: Das Wasser-Ratte-Jahr des 35. Zyklus (Zeile 30 + Spalte 5) entspricht 549 v. Chr. |              |              |              |              |              |              |              |              |              |              |